# Gerard Swope

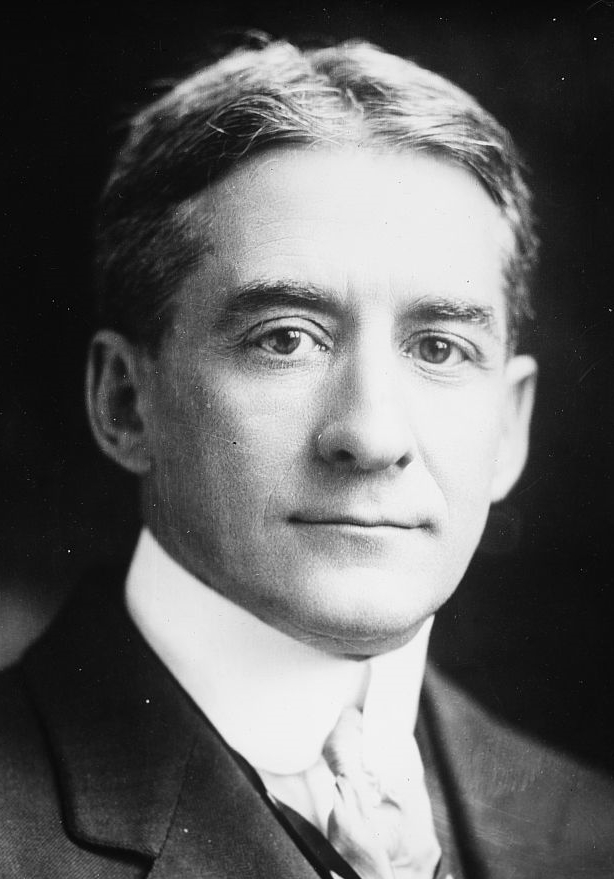
Gerard Swope

Gerard Swope (* 1. Dezember 1872 in St. Louis, Missouri; † 20. November 1957 in New York City) war ein US-amerikanischer Wirtschaftsmanager.

## Leben
Gerard Swope entstammte einer jüdischen Familie. Sein Bruder war der Journalist Herbert Bayard Swope.
Von 1922 bis 1940 sowie von 1942 bis 1945 war er Präsident von General Electric (GE) und setzte sich insbesondere für eine Verbesserung der Arbeitsbedingungen in seinem Unternehmen ein. Ihm folgte in diesem Amt Charles Edward Wilson (1876–1972). Als dieser in das Amt des stellvertretenden Vorsitzenden des kriegswichtigen War Production Board (WPB) berufen wurde, kehrte Swope aus dem Ruhestand zurück und übernahm erneut die Präsidentschaft bei GE bis Wilson zurückkehren konnte.
Swope war mit Mary Dayton Hill verheiratet, die 1955 verstarb. Mit ihr hatte er vier Kinder, unter anderem die Astronomin Henrietta Hill Swope und den Fotografen John Swope, der die Schauspielerin Dorothy McGuire heiratete.

## Preise und Auszeichnungen (Auswahl)
- Ritter der Ehrenlegion, Frankreich
- Hoover Medaille
- Namensgeber für den Swope-Gletscher in der Antarktis

Das Forbes Magazine setzte Swope im Jahr 2005 auf Rang 20 der einflussreichsten Geschäftsleute aller Zeiten.